# CUTE (観月ありさのアルバム)
『CUTE』（キュート）は、日本の女性歌手、観月ありさの4枚目のアルバム。1995年7月21日に日本コロムビアよりリリースされた。

## 音楽性・批評
『CD Journal』のレビュアーは、アルバムに収録された楽曲が総じてポップ・ミュージック寄りであると位置づけ、個々の収録曲については夏をイメージさせる打楽器を使用したダンス・ミュージックや、遅めのテンポで進行する作品などサウンドが多様であると述べた。とりわけ小室哲哉が作曲を手掛けた8曲目の「あなたの世代へくちづけを」に着目し、「思ったよりオーソドックス」と指摘している。その上で、観月による高い声のヴォーカルが可愛らしいと賞賛した。7曲目に収録された「輝いていて 〜10years after〜」は、1995年6月から7月に渡って放送されたNHKのテレビ・ラジオ番組『みんなのうた』のテーマソングとして使用された。

## チャート成績
『CUTE』はオリコン週間アルバムチャートにて発売初週に21位にランクインした。2週目には順位を9位落とし30位を記録、その翌週には上位30位圏外となった。本アルバムは計5週間チャートにランクインし、初回売上枚数は約21,950枚、累積売上枚数は約52,890枚を記録している。

## 収録曲
| #         | タイトル                         | 作詞              | 作曲              | 編曲              | 時間  |
| --------- | -------------------------------- | ----------------- | ----------------- | ----------------- | ----- |
| 1.        | 「大好き！」                     | 渡辺なつみ        | 松井寛            | 松井寛            | 5:23  |
| 2.        | 「太陽の島」                     | 西脇唯            | 松井寛            | 松井寛            | 4:41  |
| 3.        | 「breeze 〜海からの電話〜」      | 渡辺なつみ        | 星野靖彦          | 松井寛            | 4:59  |
| 4.        | 「満天の星の下で」               | 西脇唯            | 西脇唯            | 松井寛            | 4:43  |
| 5.        | 「抱きしめて!」                  | 永岡昌憲          | 星野靖彦          | 土方隆行          | 5:04  |
| 6.        | 「INTO THE NIGHT」               | 夏実唯            | 松井寛            | 松井寛            | 4:47  |
| 7.        | 「輝いていて 〜10years after〜」 | 渡辺なつみ        | 星野靖彦          | 松井寛            | 4:47  |
| 8.        | 「あなたの世代へくちづけを」     | 小室哲哉          | 小室哲哉          | 久保こーじ        | 5:29  |
| 9.        | 「PITTER PATTER」                | ROYAL MIRROR BALL | ROYAL MIRROR BALL | ROYAL MIRROR BALL | 5:14  |
| 10.       | 「優しい手のひら」               | 夏実唯            | 安部恭弘          | 松井寛            | 4:52  |
| 合計時間: | 合計時間:                        | 合計時間:         | 合計時間:         | 合計時間:         | 49:59 |